# Tabac en France
Le tabac en France est à la fois une industrie, celle des produits à base de tabac, et un phénomène de société, le tabagisme, dont la dangerosité a fait un problème de santé publique. Son histoire remonte au XVIe siècle.

## Histoire

### XVIesiècle

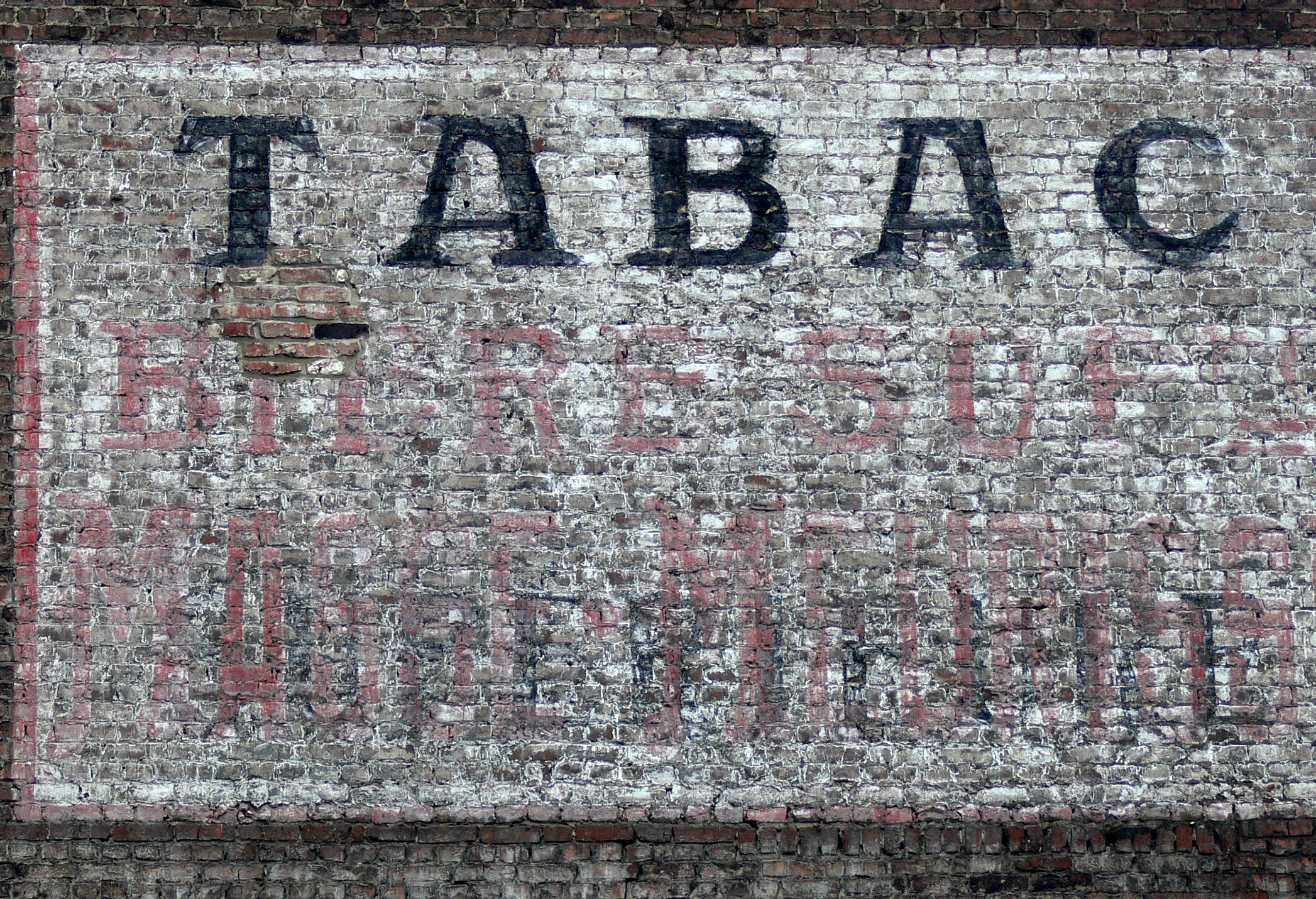
Ancienne publicité murale pour le tabac.

En 1560, l'ambassadeur de France (François II) au Portugal, Jean Nicot, attribuant au tabac des vertus curatives, envoie de la poudre de cette plante à la Reine Catherine de Médicis afin de traiter les terribles migraines de son fils François II. Le traitement ayant eu du succès, le tabac devint ainsi « l'herbe à la Reine ». Sa vente sous forme de poudre est réservée aux apothicaires. Pour honorer Jean Nicot, le duc de Guise proposa d'appeler cette herbe nicotiane. Cette proposition fut retenue par le botaniste Jacques Daléchamps qui dans son livre Histoire générale des plantes au chapitre « Du Petum ou Herbe à la Reine » l'illustre d'une gravure intitulée Nicotiane ou Tabacum, terminologie reprise ensuite par Linné pour créer son binôme. La plante reçut de très nombreux noms parmi lesquels on peut citer « nicotiane », « médicée », « catherinaire », « herbe de Monsieur Le Prieur », « herbe sainte », « herbe à tous les maux », « panacée antarctique » et finalement « herbe à ambassadeur ».
C'est à la fin du XVIe siècle qu'apparaît le mot « tabac » : la première illustration botanique en est donnée par Nicolas Monardes en 1571. En 1575, André Thevet donne un « pourtrait de l'herbe Petum ou Angoulmoisine » dans sa Cosmographie universelle (t II, livre XXI, chap VIII).
À la même époque est publié un des premiers traités sur le tabac, vu alors comme une plante médicinale : L'instruction sur l'herbe petum (1572) par Jacques Gohory.

### XVIIesiècle
Le cardinal de Richelieu instaure une taxe sur la vente de tabac en 1629. Colbert fit de sa production et de son commerce un monopole royal et à l'époque la production nationale est la plus développée d'Europe, avec des plantations dans l'Est, le Sud-Ouest, ainsi que dans les 4 îles des Antilles les plus peuplées : Saint-Christophe, Martinique, Guadeloupe et Saint-Domingue.
Ainsi que l'a écrit le chevalier François  de Labat, dit chevalier de Vivens, dans son livre Observations sur divers moyens de soutenir et d'encourager l'agriculture principalement dans la Guyenne paru en 1756 : « La culture du tabac était établie en France, il y avait près d'un siècle, comme nous l'avons déjà dit. Un particulier de Clairac, vers l'année 1630, la porta de l'Amérique dans son pays ; il fut le premier qui cultiva & fabriqua le tabac dans ce royaume pour en faire du revenu. » (page 32). La date communément retenue pour cette première exploitation systématique du tabac est 1637. C'est en effet dans ces années-là qu'apparaissent les premières mentions du tabac (ou thobac) dans les contrats de métayage et dans les accords commerciaux rédigés à Clairac.[réf. incomplète]
Le tabac connaît un succès vif et rapide au XVIIe siècle. Ainsi, Molière ouvre sa pièce Dom Juan ou le Festin de Pierre par une tirade de Sganarelle sur le tabac :

« Quoi que puisse dire Aristote, et toute la philosophie, il n'est rien d'égal au tabac, c'est la passion des honnêtes gens ; et qui vit sans tabac, n'est pas digne de vivre ; non seulement il réjouit, et purge les cerveaux humains, mais encore il instruit les âmes à la vertu, et l'on apprend avec lui à devenir honnête homme. Ne voyez-vous pas bien dès qu'on en prend, de quelle manière obligeante on en use avec tout le monde, et comme on est ravi d'en donner, à droit, et à gauche, partout où l'on se trouve ? On n'attend pas même qu'on en demande, et l'on court au-devant du souhait des gens : tant il est vrai, que le tabac inspire des sentiments d'honneur, et de vertu, à tous ceux qui en prennent. »

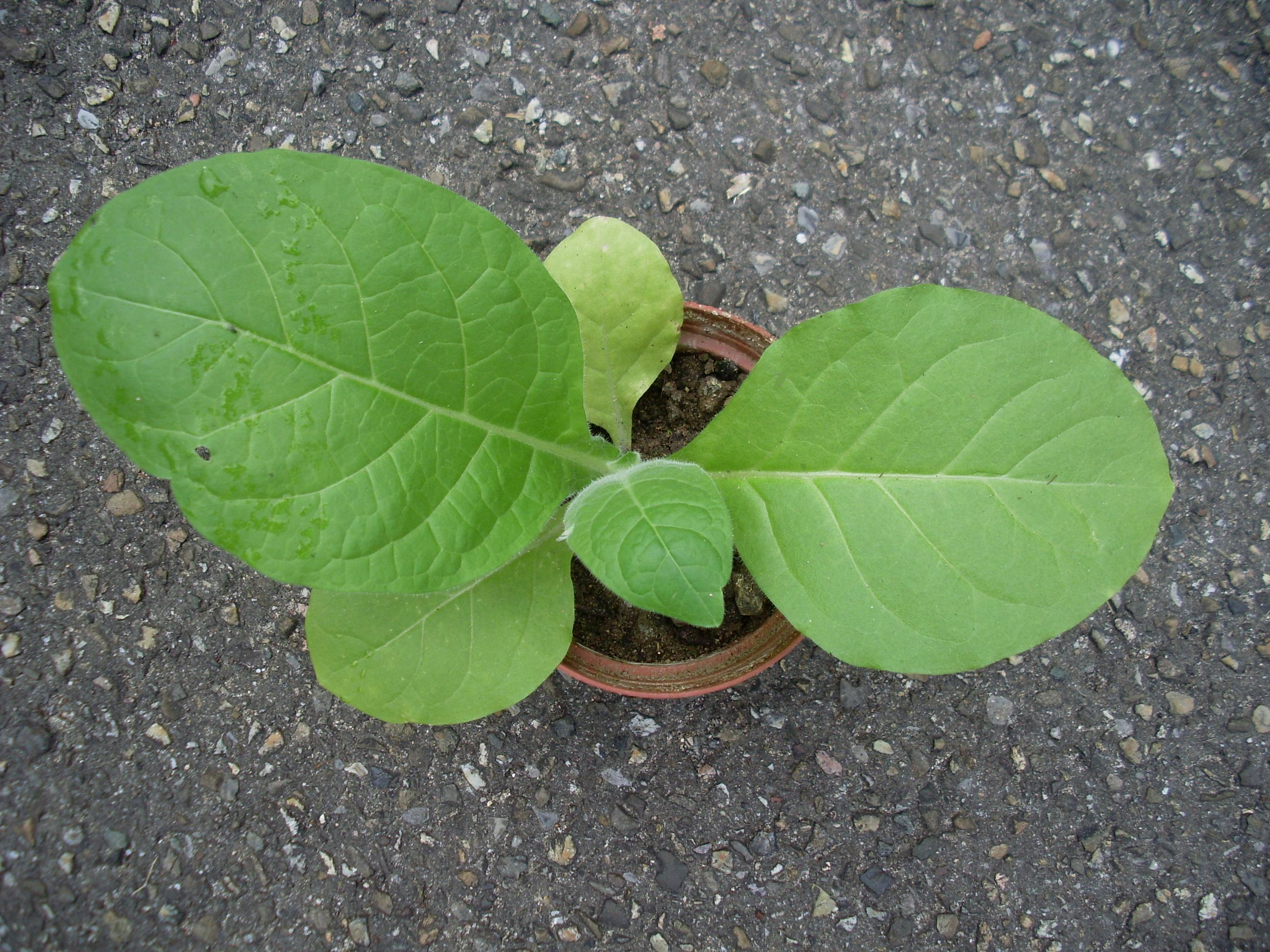
Jeune plante de tabac.

À la demande de Louis XIV, Colbert établit un « Privilège de fabrication et de vente » en 1674, l'année de la création de la Compagnie du Sénégal. Les premières manufactures des tabacs sont fondées à Morlaix, Dieppe et Paris. Le privilège est d'abord concédé à des particuliers dont le premier est Madame de Maintenon qui le revend, puis à la seule Compagnie des Indes, au moment où celle-ci doit se retirer du commerce du sucre, relevant alors directement du roi et des ports qu'ils souhaitent favoriser.
La culture du tabac devient un monopole et rapidement les gouvernants voient les rentrées d'argent qu'ils peuvent espérer des taxes sur le tabac. Ces taxes augmentent le prix de vente, tandis que la recherche d'un bénéfice rapide dicte un faible prix d'achat aux planteurs, à une époque où les rois souhaitent remplacer la culture du tabac aux Antilles par celle du sucre, beaucoup plus rentable, à l'image de ce qui s'est passé sur l'île de la Barbade britannique. Plus que le monopole, c'est la stratégie de prix de vente et d'achats qui modifie alors en profondeur la production mondiale de tabac.
La contrebande se développe sur les côtes, en particulier sur l'île de Noirmoutier, et le nouveau monopole doit installer des acheteurs dans les ports d'Amsterdam et Liverpool, pour acheter le tabac des Antilles françaises, puis le tabac de Virginie, beaucoup moins cher, auquel les consommateurs prennent goût, et qui prend son essor.

### XVIIIesiècle

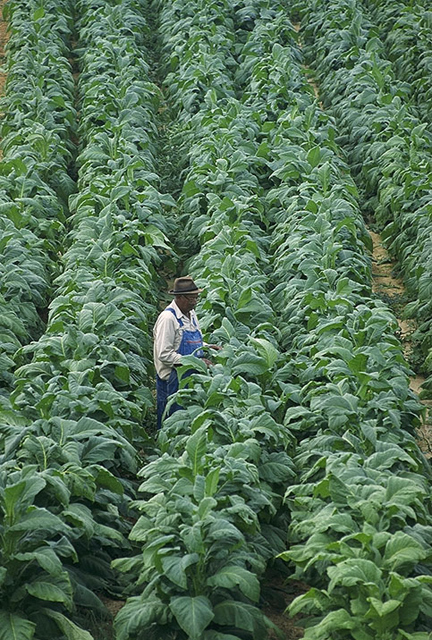
Champ de tabac.

Les planteurs de Virginie commencent à importer des esclaves grâce à la Compagnie royale d'Afrique, créée en 1672. En trente ans, les importations françaises font plus que tripler, passant de 20 % à 70 % de la consommation intérieure de tabac. La Virginie représente à elle seule 60 % des importations françaises. En échange, la monarchie anglaise tente d'empêcher les raids de flibustiers anglais sur les îles à sucre françaises. Cette politique subit cependant un coup d'arrêt à la fin du siècle lorsque les taxes sur l'exportation du tabac anglais augmentent de 150 %. En 70 ans, elles quadruplent, mais sans gêner encore la position dominante déjà acquise sur le marché. Le port de Londres, qui a le monopole d'importation depuis 1624, a les moyens de rendre cette filière compétitive.

Dès le milieu du XVIIIe siècle, la colonie de Virginie contrôle l'essentiel du marché mondial. L'autre grand producteur est la colonie voisine du Maryland, également soutenue par la maison Stuart. Afin de maîtriser les flux, la culture du tabac est prohibée dès 1719 dans toute la France, avec des condamnations qui peuvent aller jusqu'à la peine de mort. Exceptions : la Franche-Comté, la Flandre et l'Alsace. Elle le reste jusqu'en 1791. En 1809, Nicolas-Louis Vauquelin, professeur de chimie de l'École de médecine de Paris, isole un principe actif azoté des feuilles de tabac. La nicotine, quant à elle, est identifiée quelques années plus tard. La cigarette est introduite en France vers 1825.
Dans le calendrier républicain français, le 16e jour du mois de Messidor est dénommé jour du tabac.

### XIXesiècle
À la fin du XIXe siècle apparait un « tabac désintoxiqué », produit selon la « méthode Gérold », que les médecins suisses disent bien promouvoir, mais pas avant « le jour où des expériences plus nombreuses et décisives nous auront montré la véritable innocuité du tabac traité par la méthode Gérold » faisant suite à un article du Dr Hisrschberg. M Bielefeld, 6 rue Thimonnier à Paris est présenté en 1902 comme l'un des premiers consommateurs de ce tabac en France et comme susceptible d'en citer des fournisseurs. On vend aussi des pipes et fume-cigares désintoxiquants. Au début du XXe siècle, à Lons-le-Saunier le docteur Parant crée et vend un « tabac dénicotinisé » dont il faisait des cigares et du tabac à pipe et à cigarette, mais selon un journal français de l'époque, « les produits de cette industrie obligée par la législation française à se tenir hors de nos frontières, n'arrivaient pas à se faire connaître en France, et recevaient de la douane l'accueil qu'on sait ».
Alors que de la nicotine et des extraits de tabac (décoction, extraits de fumée) utilisés comme médicaments ont commencé à tuer des patients ou des animaux lors d'expérimentations animales, et après qu'on a commencé à la fin du XIXe siècle à prouver qu'il existe une accoutumance et une dépendance au tabac,, quelques médecins commencent à étudier scientifiquement le tabagisme. On étudie d'abord ses effets sur la digestion avec par exemple une première thèse de médecine produite en 1894 par Kohos. En 1894, la thèse de médecine du Dr Chéreau s'intéresse aux effets du tabac sur la gorge et la voix avant que celle du Dr Pellet en 1897 puis celle de Jaucent en 1900 ne s'intéressent aux effets généraux du tabac et de ses extraits sur l'organisme et ses fonctions.
Les travailleurs de l'industrie du tabac semblent également affectés, au point qu'en 1901, l'office du travail le considère comme un des poisons industriels et 5 ans après, le Dr Amouroux et Prieur étudient respectivement certains de ses effets cancérigènes et cardiovasculaires (1906). Trois ans plus tard, sur de solides bases expérimentales et cliniques la thèse du Dr Abel Gy (en 1909) complète leur travail, avec de quoi inquiéter ou préoccuper le monde médical quant aux effets de la toxicité du tabac qui semblent pouvoir négativement affecter la totalité des organes après un temps plus ou moins long voire à mettre en question sa culture.

## Culture du tabac
La culture du tabac en France est en baisse depuis les années 1950. En 1950, 105 000 agriculteurs produisaient du tabac ; au tournant des années 1970, 41 000 agriculteurs exploitaient encore 20 000 hectares et produisaient près de 46 000 tonnes. Le nombre d'agriculteurs cultivant du tabac est passé de 2 076 à 1 177 de 2010 à 2014, puis à 670 en 2018.
La France connait un déclin continu de sa production de tabac depuis les années 1950 et n'a plus de filière transformation depuis 2019, ni de fabrication de produits du tabac depuis 2017.
En 2023, la France a produit 2 920 tonnes de tabac brut sur une superficie de 1 060 hectares, contre 5 320 tonnes sur 2 050 hectares en 2019 ; c'est le 8e producteur de l'Union européenne après l'Italie, la Pologne, l'Espagne, la Grèce, la Croatie, la Hongrie et la Bulgarie. La profession est organisée autour de cinq coopératives, pour un chiffre d'affaires estimé à moins de 30 millions d'euros en 2018 ; à titre de comparaison, la valeur de la production agricole française était de 74,6 milliards d'euros en 2020.
Les cinq coopératives sont regroupées dans les lieux historiques de production : pour le Sud-Ouest, Périgord Tabac, Tabac Garonne Adour et Midi Tabac, pour le Grand-Est, Tabac Feuilles de France et, en Isère, la plus petite des cinq, la Dauphinoise. En France sont désormais cultivés principalement le Burley et le tabac de Virginie, les producteurs, pour faire face à la concurrence internationale, visant des marchés de niche plus valorisés comme le narguilé, qui nécessite un tabac de Virginie sucré, et un marché encore dynamique, le cigare et le tabac à rouler.
Une des raisons du déclin de la production française est le coût de la main-d'œuvre. Un hectare de tabac nécessite près de 300 heures de travail contre, par exemple, 5 seulement pour le maïs. Ce travail, principalement pour la récolte en juillet et août, a longtemps été assuré de façon informelle par le cercle familial élargi de l'agriculteur, un type de travail qui a quasiment disparu aujourd'hui. La culture du tabac en France était aussi souvent une culture complémentaire pour de petites exploitations de polyculture-élevage ; elle a été progressivement abandonnée au fur et à mesure de la baisse de la rentabilité de cette culture.

## Industrie du tabac

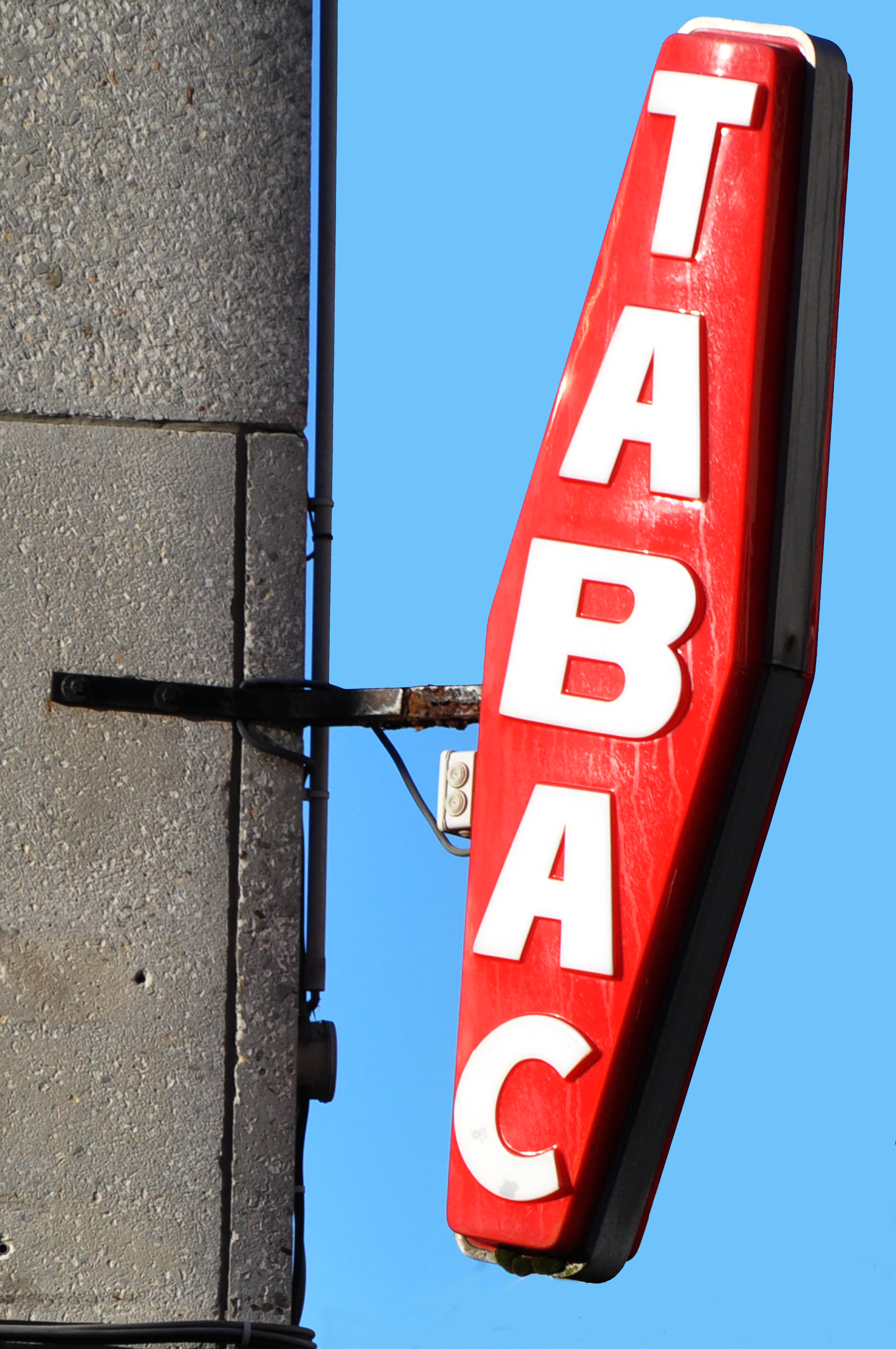
La carotte, enseigne réglementaire des bureaux de tabac en France.

### Transformation
La filière tabac en France a totalement disparu en septembre 2019 avec la fermeture de la dernière usine de transformation du tabac à Sarlat-la-Canéda en Dordogne. La Seita, ancienne régie publique française des tabacs, a été privatisée en 1995, elle a fusionné avec la société espagnole Tabacalera en 1998, l'ensemble étant racheté par Imperial Tobacco (aujourd'hui Imperial Brands) en 2008. L'usine de Carquefou, à côté de Nantes, qui produisait les Gauloises et les Gitanes blondes, a fermé en 2014 et la dernière usine en France, la manufacture de tabac de Riom dans le Puy-de-Dôme, a fermé en 2017.

#### Réglementation de l'industrie de transformation
Selon la législation française, les établissements fabriquant ou stockant du tabac sont des installations classées pour la protection de l'environnement (ICPE). En effet, ce type d'installation est concerné par la rubrique no 2180 de la nomenclature des installations classées (« fabrication et dépôts de tabac ») :
- Les installations dont la quantité totale susceptible d'être emmagasinée est supérieure à 25 tonnes sont soumises à autorisation préfectorale. Cette autorisation est délivrée sous la forme d'un arrêté préfectoral qui impose à l'exploitant le respect d'un certain nombre de prescriptions techniques[29].
- Les installations dont la quantité totale susceptible d'être emmagasinée est supérieure à 5 tonnes, mais inférieure ou égale à 25 tonnes, doivent être déclarées.

L'instruction des demandes d'autorisation d'exploiter ainsi que le contrôle du respect des prescriptions techniques par les exploitants sont réalisés par l'inspection de l'environnement.

### Distribution
Quatre multinationales contrôlent plus de 95 % du marché français : Philip Morris International (avec sa marque phare Marlboro), British American Tobacco (Lucky strike, Dunhill, etc.), Imperial Brands (Gauloises, News, etc.) et Japan Tobacco (Camel, Winston, etc.).

## Tabagisme
Depuis l'introduction en France de la cigarette en 1825, et son industrialisation en 1840, la prévalence du tabagisme (pourcentage de consommateurs de tabac dans la population) n'a cessé de croître jusqu'en 1957 (75 % des hommes fument contre 15 % des femmes à cette époque, les risques de cancer du poumon dû au tabac commençant alors à être dévoilés au public) puis de diminuer dans les décennies suivantes et à nouveau recroître à partir de 2008 (parmi les causes de cette reprise évoquées figurent des informations préventives sur les risques du tabagisme devenues moins incitatives car répétitives, et l'usage du tabac comme anxiolytique pour gérer le stress croissant au travail).
Cette baisse pendant des décennies est en partie imputable aux dispositifs des lois Veil de 1976 et Évin de 1991 qui restreignent puis interdisent la publicité pour le tabac et le tabagisme dans les lieux publics. Par ailleurs, la loi Évin a exclu le tabac de l'indice des prix utilisé pour la revalorisation notamment des pensions, des pensions alimentaires, des rentes viagères et des minima sociaux ; à la suite de cela, les taxes furent augmentées significativement. Ainsi le prix des cigarettes a crû de 40 % sur la seule période octobre 2003 - janvier 2004, après déjà un doublement dans la décennie 1990-1999[réf. nécessaire].
En 2001, le nombre de cigarettes vendues légalement était de 82,5 milliards d'unités. Il a ensuite baissé, alors que les prix augmentaient de 2001 à 2004, et s'est stabilisé autour de 55 milliards par an. En 2010, un fumeur français moyen régulier fumait 14,8 cigarettes par jour pour les hommes et 12,3 pour les femmes. Parmi les 15-85 ans, 31,6 % des interrogés (35,6 % des hommes et 27,9 % des femmes) se déclaraient fumeurs de tabac (27,3 % quotidiennement et 4,3 % occasionnellement). 81,4 % des hommes et 67,4 % des femmes ont fumé au moins une fois dans leur vie.
De 2010 à 2016, la prévalence du tabagisme des 15-75 ans est presque stable (passée de 29,1 à 28,7 %), mais sa polarisation sociale s'est accentuée (le taux de fumeurs quotidiens grandit chez les Français à faibles revenus (il passe de 35,2 % à 37,5 %). Inversement les Français à haut niveau de revenus fument moins (taux passé de 23,5 % à 20,9 % en six ans).
De 2016 à 2017, le nombre de fumeurs en France diminue d'environ un million, selon un rapport de l'Agence nationale de santé publique, pour s'établir à 26,9 % de la population âgée de 18 à 75 ans, contre 29,4 % l'année précédente. Par ailleurs, la baisse concerne plus particulièrement les personnes à faibles revenus et les chômeurs, et dans une moindre mesure les personnes peu diplômées, à l'opposé de la tendance observée depuis le début des années 2000.

## Réglementation du tabac
Depuis le 1er janvier 2008, fumer est interdit dans les lieux publics. L'accès aux fumoirs est interdit aux mineurs et la signalétique d’interdiction de fumer et d’espace réservé aux fumeurs est téléchargeable sur un site gouvernemental dédié.
L'année 2017 a été marquée par l'entrée en vigueur de plusieurs mesures pour réduire la consommation de tabac : paquet neutre, alourdissement de la fiscalité sur le tabac à rouler, relèvement du minimum de perception, etc. ; les ventes légales de tabac baissent de 2,2 %, plus vite que l'année précédente.
En France, le marché parallèle du tabac représente de 14 à 17 % de la consommation en 2021 ; la France est le premier marché européen pour ce trafic.